# Edward M. Almond
Edward Mallory Almond (12 décembre 1892 - 11 juin 1979) est un lieutenant général de l'armée américaine qui a combattu pendant la Première et la Seconde Guerre mondiale où il commanda la 92e division d'infanterie. Il participa également à la guerre de Corée aux commandes du Xe corps d'armée américain.